# Buôn bán nô lệ Đại Tây Dương

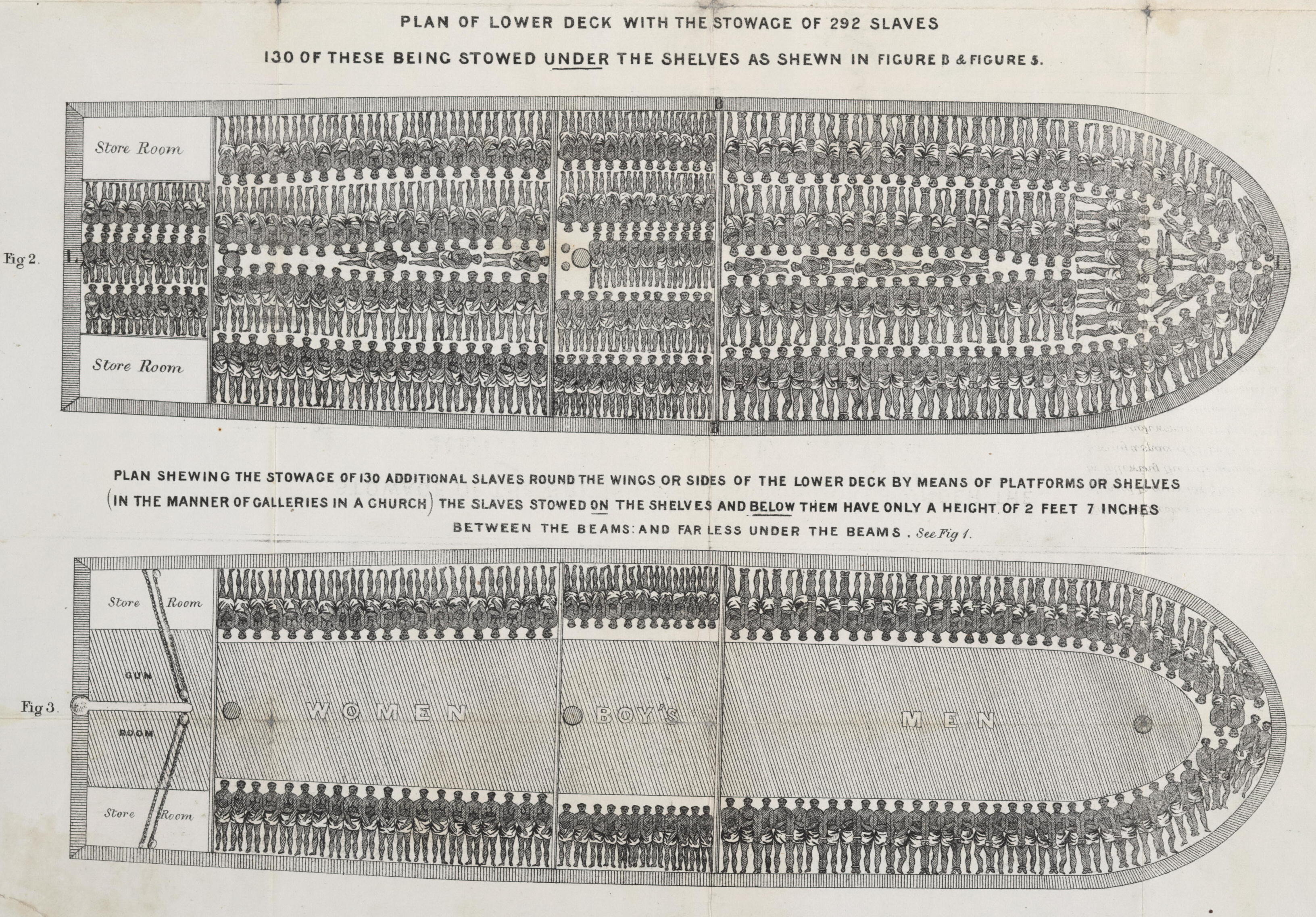
Bản vẽ cắt lớp của một con tàu nô lệ Anh (1788)

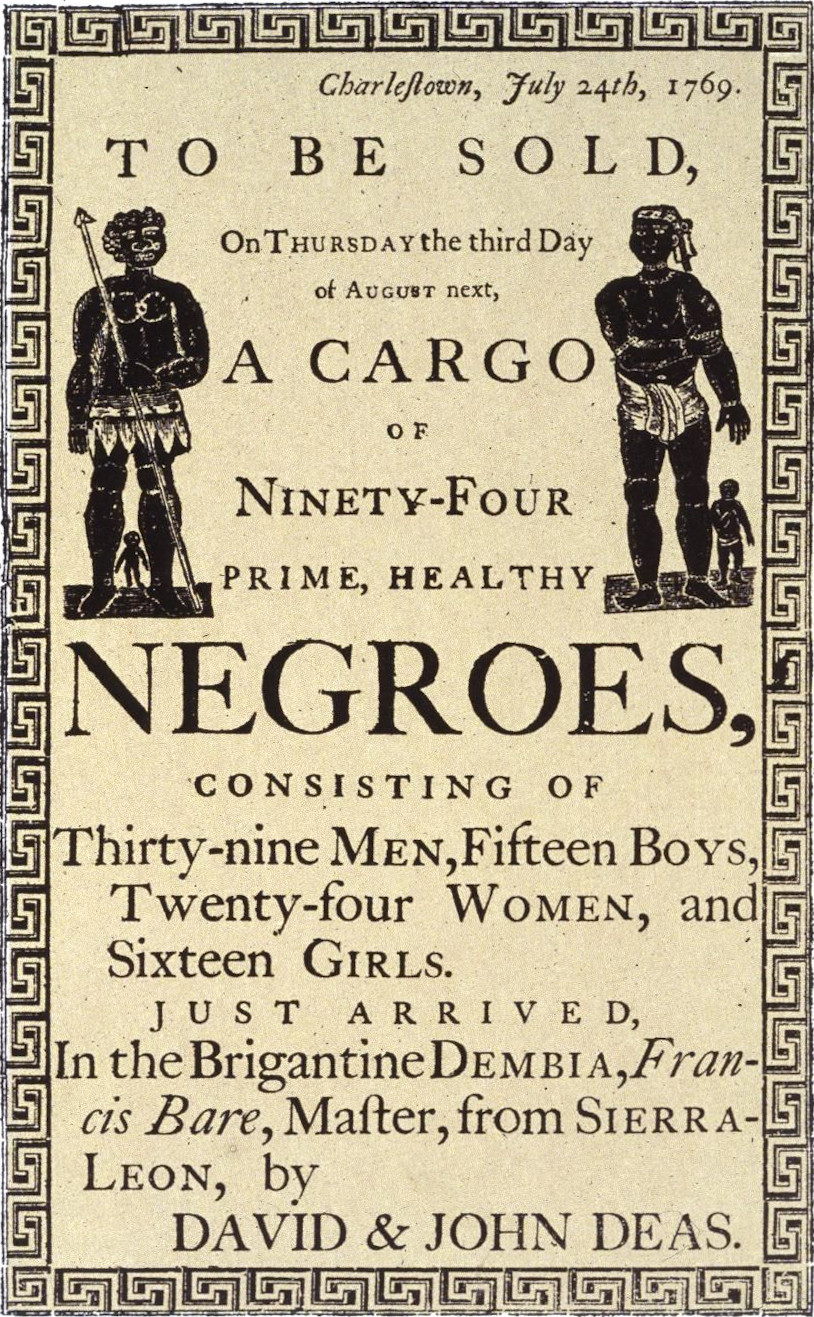
Mô phỏng một tờ rơi quảng cáo đấu giá nô lệ ở Charleston, Nam Carolina, vào năm 1769.

Buôn bán nô lệ Đại Tây Dương hoặc buôn bán nô lệ xuyên Đại Tây Dương liên quan đến việc vận chuyển những người nô lệ chủ yếu từ châu Phi đến châu Mỹ. Việc buôn bán nô lệ này thường xuyên sử dụng con đường buôn bán hình tam giác & đường trung tuyến của nó, và tồn tại từ thế kỷ 16 đến thế kỷ 19. Đại đa số những người bị bắt làm nô lệ và vận chuyển trong buôn bán nô lệ Đại Tây Dương là những người đến từ Trung Phi và Tây Phi, mà đã bị những người Tây Phi khác bán cho những người buôn bán nô lệ Tây Âu (với một số lượng nhỏ bị những người buôn bán nô lệ trực tiếp đột kích và bắt đi ở ven biển), và sau đó bị đưa đến châu Mỹ. Các nền kinh tế Nam Đại Tây Dương và ở quần đảo Caribbe đặc biệt phụ thuộc vào lao động để sản xuất mía và các mặt hàng khác. Việc này được các quốc gia Tây Âu coi là rất quan trọng, vào cuối thế kỷ 17 và 18, các quốc gia này đã ganh đua với nhau để tạo ra các đế quốc ở nước ngoài.
Bồ Đào Nha, vào thế kỷ 16, là quốc gia đầu tiên tham gia buôn bán nô lệ Đại Tây Dương. Năm 1526, họ đã hoàn thành chuyến chuyên chở nô lệ xuyên Đại Tây Dương đầu tiên đến Brazil và những quốc gia châu Âu khác cũng nhanh chóng làm theo. Các chủ tàu coi nô lệ là hàng hóa cần được vận chuyển đến châu Mỹ nhanh nhất và rẻ nhất có thể, và sau đó được bán để làm việc trên các đồn điền cà phê, thuốc lá, ca cao, đường và bông, mỏ vàng và bạc, ruộng lúa, công nghiệp xây dựng, khai thác gỗ đóng tàu, tham gia trong lĩnh vực lao động lành nghề, và làm người giúp việc trong nhà. Trong khi những người châu Phi đầu tiên bị bắt cóc đến các thuộc địa của Anh được phân loại là những người hầu trả nợ, với một vị thế pháp lý tương tự như những người lao động dựa trên hợp đồng đến từ Anh và Ireland, vào giữa thế kỷ 17, chế độ nô lệ đã cố định lại như một đẳng cấp chủng tộc, với nô lệ châu Phi và con cái tương lai của họ là tài sản hợp pháp của chủ sở hữu của họ, và những đứa trẻ sinh ra từ những người mẹ nô le cũng sẽ là nô lệ (partus sequitur ventrem). Là tài sản, nô lệ được coi là hàng hóa hoặc đơn vị lao động, và được bán tại các chợ cùng với các hàng hóa và dịch vụ khác.
Các quốc gia buôn bán nô lệ lớn ở Đại Tây Dương, được sắp xếp theo khối lượng thương mại, là người Bồ Đào Nha, Anh, Pháp, Tây Ban Nha, Đế chế Hà Lan và Đan Mạch, cùng với Na Uy, tuy hiếm hơn. Một số quốc gia đã thiết lập các tiền đồn trên bờ biển châu Phi, tại đó họ mua nô lệ từ các nhà lãnh đạo châu Phi địa phương. Những nô lệ này được một công ty trung gian quản lý, vốn được thành lập trên hoặc gần bờ biển để đẩy nhanh việc vận chuyển nô lệ đến Thế giới mới. Nô lệ bị giam cầm trong một nhà máy trong khi chờ vận chuyển. Ước tính hiện tại là khoảng 12 triệu đến 12,8 triệu người châu Phi đã được vận chuyển qua Đại Tây Dương trong khoảng 400 năm, :194 mặc dù số lượng nô lệ được mua là cao hơn đáng kể, vì tỷ lệ tử vong trên đường đi khá cao với khoảng 1,2-1,4 triệu người chết trên đường đi và hàng triệu người khác chết trong các trại trung chuyển ở quần đảo Caribbe sau khi đến Thế giới mới. Hàng triệu nô lệ cũng chết do các cuộc tấn công nô lệ, chiến tranh và trong quá trình vận chuyển đến bờ biển để bán cho các thương nhân nô lệ châu Âu.
Gần đầu thế kỷ 19, nhiều chính phủ đã cấm việc buôn bán nô lệ, mặc dù buôn lậu nô lệ bất hợp pháp vẫn xảy ra.
Đầu thế kỷ 21, một số chính phủ Táy Âu đã đưa ra lời xin lỗi về những đau khổ gây ra cho người châu Phi việc buôn bán nô lệ Đại Tây Dương trong quá khứ.